# Javier Errázuriz Echaurren
Javier Errázuriz Echaurren (Santiago, 4 de febrero de 1853 - San Fernando, 14 de marzo de 1913), fue un abogado y político conservador chileno.

## Primeros años de vida
Fue hijo de Federico Errázuriz Zañartu y doña Eulogia Echaurren García-Huidobro. Estudió en el Colegio San Ignacio y en la Facultad de Derecho de la Universidad de Chile. Juró como abogado el 8 de junio de 1876.
Se casó en 1876 con Regina Mena Varas, con quien tuvo ocho hijos.

## Vida política
Se dedicó a la política y figuró como militante del Partido Conservador, del cual llegó a ser uno de sus principales dirigentes.
Llegó al Congreso por primera vez como Senador propietario por Colchagua, periodo 1876-1882; integró la comisión permanente de Guerra y Marina.
Elegido diputado por San Fernando, periodo 1894-1897; integró la Comisión Permanente de Elecciones, Calificadora de Peticiones.
Electo senador para el periodo 1897-1903, por Concepción; integró, como senador reemplazante la Comisión Permanente de Educación y Beneficencia; integró la Comisión Permanente de Guerra y Marina.
Fue socio fundador del Diario La Nación.